# 暗器
暗器（あんき）は、中国武術における身体に隠し持つ事が出来る小さな武器の総称。暗器兵器とも称する。
元々日本には無かった呼び名であり、中国関連の映画、小説等の作品や漫画等により広まったと考えられる。

## 概要
箭、針、つぶてなど様々である。日本の手裏剣も暗器に当たる。
小型で携帯しやすい、気づかれ難く警戒されないという理由から、護身具から暗殺まで幅広く使用され、殺傷力を高めるために毒を塗ることもある。中国の大衆小説である武俠小説の世界では主として隠し持てる小型の飛び道具など、投擲武器などを指すが、本来はナックルダスターやナイフなどの小型武器も含まれる。
定義の範囲は広く、匕首や我眉刺などのように、衣服などに隠しても気取られにくい小型の武器のほか、鉄笛や鉄扇などのように、目立ちにくい通常の道具を意図的に金属製にすることで強度を上げた物、あるいは仕込み刀のように装飾品や楽器などに、刃や針などの凶器を収納、または取り付けて殺傷性を強化された日常品も暗器と呼べる。日本でも喧嘩煙管などが該当する。
倫理的な意味合いで賛否が分かれ、卑怯卑劣な武具と見られがちだが、もともと用途が、護身や暗殺などの非常の事態のためのものである。

## 日本の隠し武器
日本では仕込み武器（仕込み杖、仕込みキセル、仕込み団扇、仕込み吹き矢、仕込み笛等）や手裏剣、鎖玉、手之内、鎖十手、目潰し、契木、カスガイなどといった多くの暗器に相当する武器の実物や技術が伝わっており、隠し武器、忍武器、秘器、秘武器などと呼ばれるか、個々の武器の名前で呼ばれる。20世紀末頃には秘武器という呼び名も生まれた。
多くの武術流派の極意、秘伝などに暗器に相当する小武器類の作成法、使用法が書かれているが、同様の武器であっても流派によって名称が違う。これは秘密裏に伝承されたため、流儀内で独自に開発されたものが多いからである。
相撲の塵手水は、手に武器を隠し持っていないことを確認する行為が起源とされる。

### 隠し鉄砲
鉄砲以外の武器に思わせ、相手の油断に乗じて用いる隠し武器であり、「脇差鉄砲」や「十手鉄砲」等が作られていた。こうした武器自体を武士が所持していた場合は卑怯者扱いされかねず、場合によっては藩の恥にもなるため、暗殺を任務とした者の暗器あるいは武器を公然と持てない身分の者の護身用などとも巷間では言われている。
ただし、脇差鉄砲や十手鉄砲等は本当に前述の用途に使用されたにしては現存する物の数が多すぎ、存在や使用に関する文献資料類も皆無に近いことから実際には明治以降に収集家などを対象に創作された物（≒贋作）で忍刀同様江戸時代以前には実在していなかった可能性が高い。また使用に耐えない内部構造や材質の物も多く実在し現代でいうモデルガンのようなものである。
類似のものは握り鉄砲と呼ばれる。中国の清朝末期に手砲・芥砲（かいほう：または懐中銃・掌中銃）と呼ばれて存在する。コルト・ベスト・ポケットやデリンジャーなどの小型拳銃や、腕に固定し服で隠すスリーブガンもこの類である。
杖に銃器を仕込んだ「仕込み銃」は明治以降は公然と市販されるようになったが、これらは狩猟用の猟銃（散弾銃）でライフル銃ではなく、護身や暗殺を目的に作られた物ではない。仕込み銃は虎ノ門事件で犯人が使用したことで有名であるが、これはいわば「目的外使用」である。

## 種類
- 鉄甲
- 簪（ジーファー）
- 鉄柱
- 鉄拳
- 角指
- 猫手
- 手甲鉤
- 忍び鎌
- 握り鉄砲
- 鉄扇
- 微塵
- 手之内 - T字またはF字状の手に握る小型打突武器
- 鎖打棒
- 棍飛
- 棍平
- 南蛮千鳥鉄
- 鉄貫（懐剣）
- ナエシ - 柄の付いた鉄などの棒で、先端に向かって若干細くなる物や、断面を八角形などに加工してあるものもある。護身具として用いられたが、武器としても使用可能。
- 針
- 寸鉄
- 峨嵋刺
- 羅漢銭 - 縁を削り尖らせた銅銭
- 袖箭 - 袖で隠せるサイズの矢をばねで発射する仕掛け。
- 縄鏢
- 流星錘 - 袖に隠せる小型の物が暗器として使われた。
- 投げナイフ - 中国武術では「飛刀」と称される。
- クボタン
- ミルウォール・ブリック
- ガローテ・ワイヤー - ガローテは鉄環絞首刑の意であり、ピアノ線や釣り糸などの切れにくいワイヤーを使用する。第二次世界大戦ではスパイ[6]や静かに歩哨を倒すのに使用されて、今日でもアメリカ海兵隊の格闘術の教本に使用方法が掲載されている[7][8]。

## 関連書籍
- 岩井虎伯 『秘武器の全てがわかる本』　BABジャパン出版局 ISBN 489422321X
- 名和弓雄 『隠し武器総覧』壮神社　ISBN 4915906361
- 窪田孝行 『クボタン護身術』　並木書房　ISBN 4890630597
- 所荘吉　『図解古銃事典』　雄山閣、2006年、ISBN 978-4639019411